# Летнее время

Весенний перевод часов

Осенний перевод часов

Ле́тнее вре́мя — время, вводимое на летний период, часы при этом переводят весной, обычно на 1 час вперёд относительно стандартного времени, действующего на данной территории в зимний период. Осенью часы переводят обратно на стандартное время, получившее в переводящих часы странах название «зимнее» время. В большинстве стран, применяющих летнее время, перевод часов происходит в ночь с субботы на воскресенье.
Перевод часов на летнее время и обратно (эту процедуру иногда называют сезонным переводом часов) применяется во многих странах с целью более рационального использования светлого времени суток и экономии электроэнергии на освещение, а также по иным причинам — например, для синхронизации с другими странами или территориями.
Критики летнего времени говорят о его негативном влиянии на здоровье людей и указывают на то, что экономическая польза летнего времени не доказана.

## Целесообразность

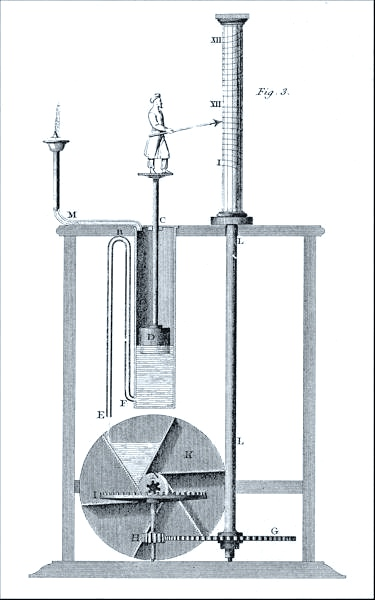
В этих древних водяных часах серия передач вращает цилиндр, чтобы показать длину часа применительно к каждому дню в году

В некоторых древних цивилизациях светлое время суток было разделено на 12 часовых интервалов независимо от его длительности, в результате чего летом дневной час был длиннее, чем зимой.
Например, римские водяные часы имели различные шкалы для разных месяцев в году — на широте Рима третий час от восхода (Tertia hora) в зимнее солнцестояние начинался по современным стандартам в 9:02 солнечного времени и продолжался 44 минуты, но в летнее солнцестояние он начинался в 6:58 и продолжался 75 минут.
После периода античности гражданский час постоянной длительности вытеснил неравные часы, и гражданское время больше не варьировалось по сезонам. Часы, продолжительность которых каждый день разная, всё ещё используются, в частности, в монастырях Афона.
Современная процедура перевода часов на летнее время имеет в своей предыстории появившуюся в конце XVIII века идею пробуждать жителей в летний период раньше обычного времени по равномерно идущим часам, с восходом солнца, с целью экономии затрат на освещение. Начавшееся во многих странах в XX веке применение летнего времени объяснялось экономией затрат как на освещение, в том числе электрическое, так и на топливо вообще, особенно в период войн и промышленных кризисов.
С началом XXI века энергетический фактор отошёл на второй план, особенно в связи с развитием электроосветительной техники. Традиционно за летнее время выступали индустрия розничной торговли, спортивная индустрия и индустрия туризма, а против были интересы сельского хозяйства и индустрия развлечений. В ряде стран, например в Японии, практику сезонного перевода часов не поддерживают ведомства, связанные с транспортом и здравоохранением. Так, японское Общество исследований сна считает, что расстройство биологических часов может стать причиной депрессии. Кроме того, летнее время может негативно повлиять на проведение традиционных японских летних праздников, которые начинаются с заходом солнца, а перенести их начало невозможно.
Перевод часов на летнее время целесообразен не во всех широтах. В тропических и экваториальных (менее 30°) широтах времена года выражены незначительно и продолжительность светового дня на протяжении всего года практически не меняется — день и ночь длятся около 12 часов. Это объясняет, почему в расположенных там странах использование летнего времени нецелесообразно. По состоянию на 2022 год минимальная абсолютная географическая широта применения летнего времени для столиц государств из первой сотни по численности населения страны составляет 18,5° (Порт-о-Пренс, Республика Гаити).
С ростом широты продолжительность светового дня в летний период увеличивается. На широте 60° интервал суток от восхода до заката в июне достигает почти 19 часов. На этих и более высоких широтах (где наблюдаются такие явления, как белые ночи, полярный день и полярная ночь) перевод часов с целью рационального использования светлого времени суток становится бессмысленным. Так, в Антарктиде население полярных станций, как правило, не переводит часы. Например, на станции Палмер круглый год применяется чилийское летнее время, UTC−3 — такое же время действует на британской станции Ротера. Вместе с тем новозеландское сезонное время применяется на станциях Мак-Мердо и Амундсен-Скотт.

## Терминология и процедура
Во многих странах летнее время имеет название daylight saving time (DST) — время, сберегающее дневной свет. Также используется название summer time — летнее время. В зимний период года, когда летнее время не действует, применяется название standard time — стандартное время, normal time — нормальное время или winter time — «зимнее» время.
Перевод часов производится, как правило, в ночь с субботы на воскресенье (в дни отдыха для большинства населения), чтобы уменьшить влияние на распорядок дня людей в рабочие дни. Период действия летнего времени в разных странах может составлять примерно от пяти (Бразилия) до почти восьми месяцев (США), в европейских странах он составляет семь месяцев — с последнего воскресенья марта до последнего воскресенья октября (по данным на 2015 год).

## История

### За рубежом

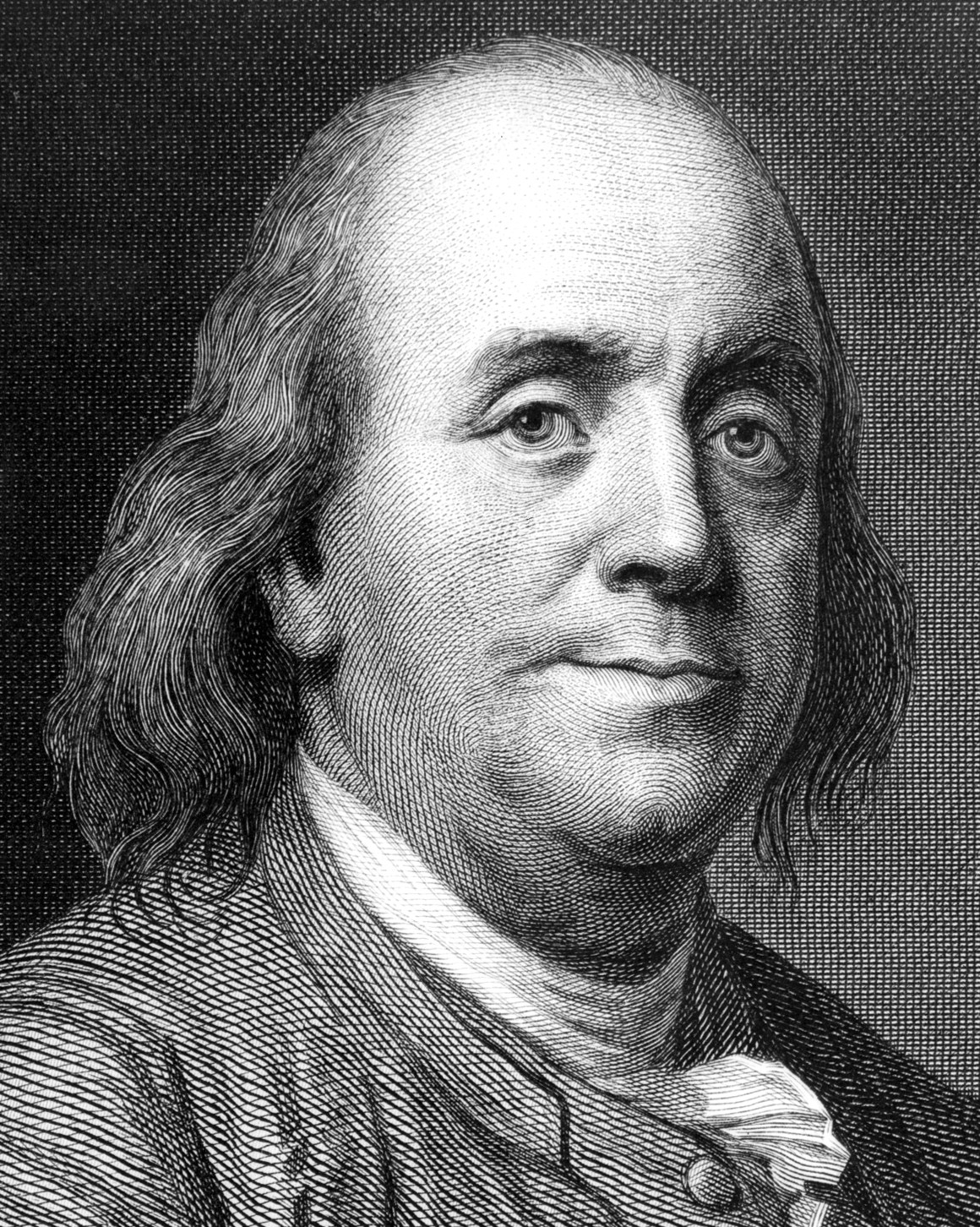
Бенджамин Франклин предложил стрельбой из пушек на рассвете будить жителей Парижа

26 апреля 1784 года, будучи американским посланником во Франции, Бенджамин Франклин анонимно опубликовал письмо с предложением, чтобы парижане экономили на свечах, используя утренний солнечный свет. Это произведение в сатирической форме предлагало налогообложение оконных ставней, рационирование свечей и пробуждение жителей звоном церковных колоколов и стрельбой из пушек на рассвете Франклин считал, что 183 ночи между 20 марта и 20 сентября — это тот период, в который возможно не использовать свечей вообще, что позволяет сэкономить половину свечей в году и сберечь тем самым 96 млн ливров в расчёте на 100 тыс. семей.

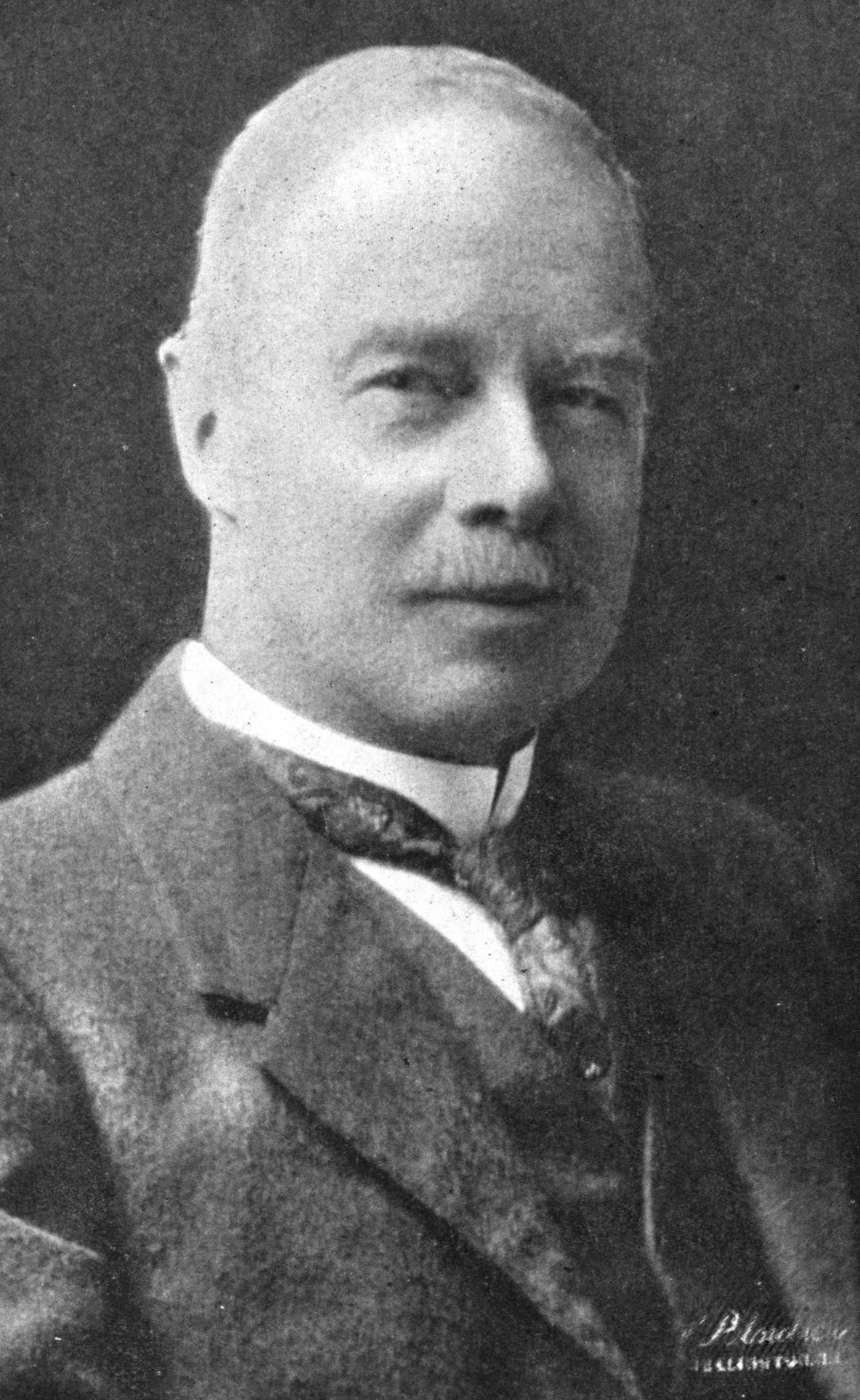
Дж. В. Хадсон изобрёл современную систему «летнего времени», предложив её впервые в 1895 году

Современную систему «летнего времени» впервые предложил новозеландский энтомолог Джордж Вернон Хадсон, чья сменная работа давала ему свободное время для коллекционирования насекомых и позволила ему осознать ценность дополнительного дневного света. В 1895 году Хадсон представил статью в Веллингтонское философское общество, предлагая двухчасовой сдвиг для сохранения светлого времени суток, и после значительного интереса, проявленного в Крайстчерче (Новая Зеландия), статья была издана в 1898 году.

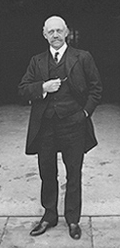
Уильям Уиллет

Многие публикации приписывают изобретение летнего времени известному английскому строителю и любителю жизни на свежем воздухе Уильяму Уиллету. Он самостоятельно задумался над возможностью введения «летнего времени» в 1905 году во время поездки перед завтраком, увидев спящий Лондон при уже поднявшемся солнце и заметив, сколько жителей города просыпают значительную часть летнего дня. Заядлый игрок в гольф, он также не любил завершать игру в сумерках. В 1907 году в одной из газет Великобритании появилась статья «О растранжиривании дневного света» Уильяма Уиллета с предложением переводить время на 20 минут вперёд каждое воскресенье апреля (в сумме — 80 минут), и производить обратный перевод стрелок в сентябре. Уиллет безуспешно лоббировал своё предложение в Великобритании до своей смерти в 1915 году.
Первым городом, применившим сезонный перевод часов, был Порт-Артур в Канаде, который перешёл на летнее время 1 июля 1908 года. Этому примеру последовала Ориллия, где летнее время применялось в 1911—1912 годах.
Первыми странами, которые использовали идею летнего времени с целью сохранения угля во время войны, стали Германия и её союзники (с 30 апреля 1916 года) в Первой мировой войне. Великобритания, большинство её союзников и множество европейских нейтральных стран вскоре последовали этому примеру, Россия и некоторые страны — в 1917 году, а США — в 1918 году. Во многих странах были выпущены однотипные плакаты на данную тему, которые взывали к патриотическим чувствам. После окончания Первой мировой войны, в 1918 году, Германия отказалась от перевода часов и вновь ввела эту систему в 1940 году под властью нацистской Германии. В 1950—1979 годах летнее время в ФРГ и ГДР не применялось.

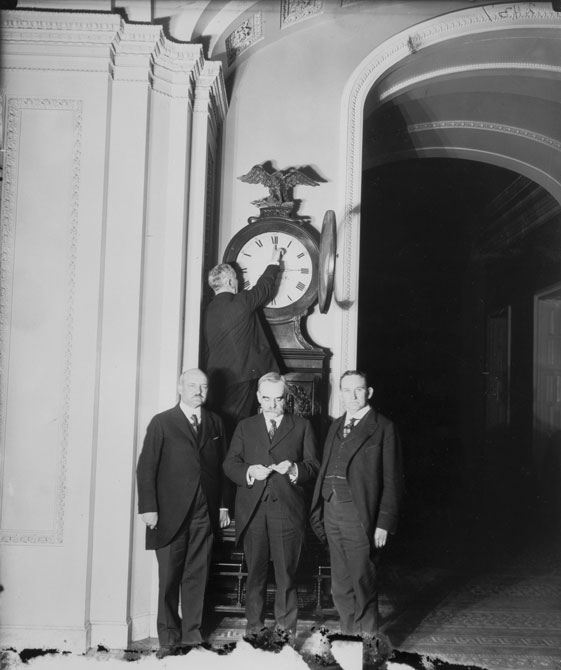
Первый перевод часов на летнее время в 1918 году, Ohio Clock, Капитолий (Вашингтон), США

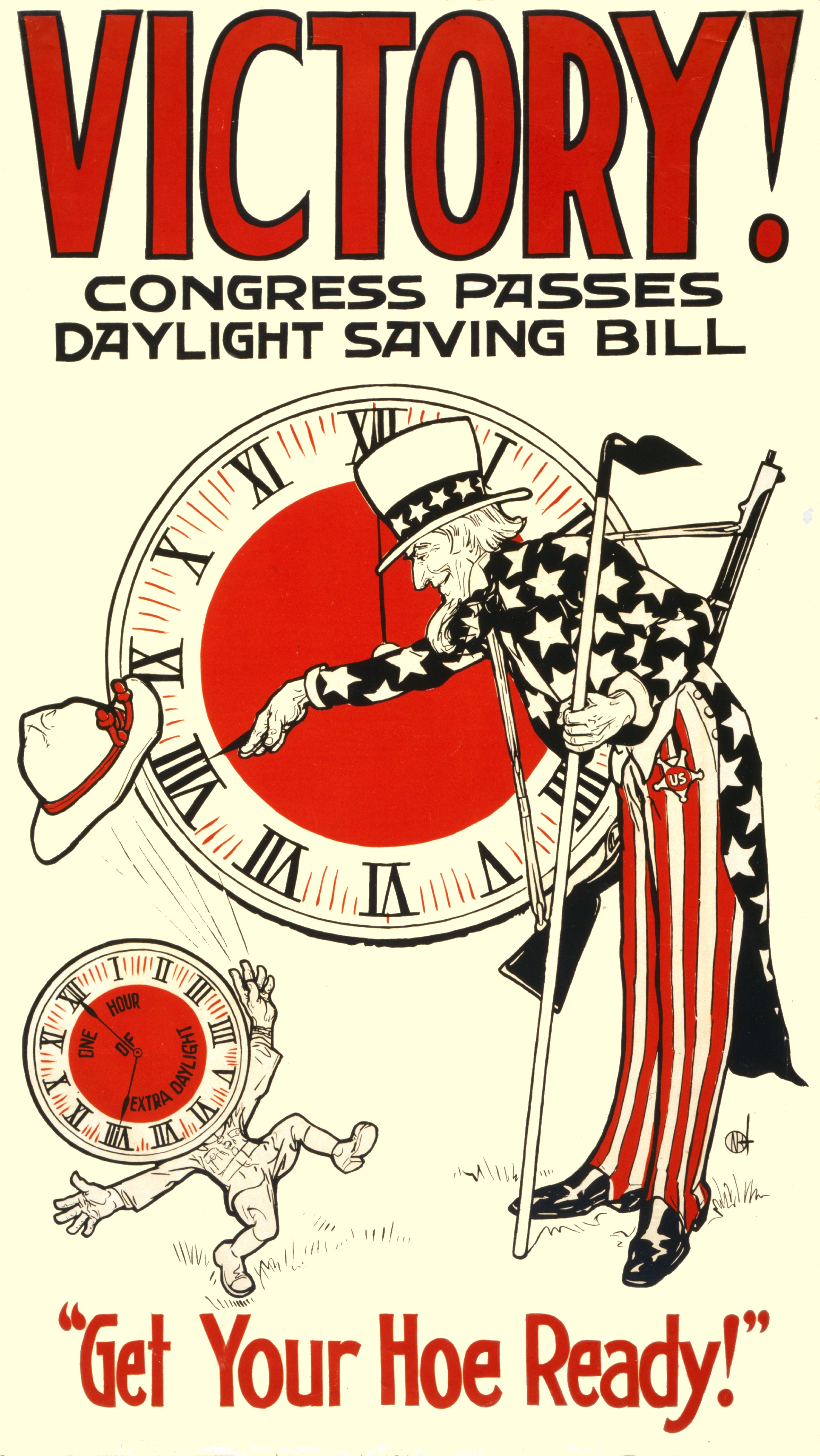
Плакат-приветствие от компании — продавца сигар, 1918 год

В США перевод часов был введён в 1918 году, но с 1919 года повсеместная обязательность его применения была отменена — например, в Нью-Йорке летнее время применялось, а за его пределами — нет. Такая практика продолжалась до 9 февраля 1942 года, когда во всей стране было введено постоянное летнее время. Это время было отменено в 1945 году, после чего продолжалась необязательная довоенная практика, причём с разными местными датами перевода часов. С 1967 года федеральным законом были установлены единые даты для всей страны, но любой штат мог отказаться от перевода часов, если это распространялось на всю его территорию. В 1974 году в связи с нефтяным кризисом летнее время было введено с 6 января с намерением сделать его постоянным на два последующих года. Однако уже к началу февраля общественное мнение признало это решение неудачным, и в конце октября 1974 года США вернулись на стандартное время, продолжив сезонный перевод часов.
В Японии летнее время применялось в 1948—1951 годах принудительно, по решению штаба оккупационных войск. По поводу введения такой практики правительство стало проводить регулярные опросы общественного мнения с 1980 года. В конце 1990-х годов доля сторонников достигла 54 %. В правительстве были высказывания, что нужна поддержка не менее двух третей населения, но единого мнения не было и в правительственных ведомствах.
Перевод часов на Тайване применялся в 1945—1961, 1974—1975 и 1979 годах.

### Регулярный перевод часов в Европе
Большинство европейских стран ввело летнее время в 1970-х годах, хотя некоторые применяли его и раньше с различными периодами действия. Первая директива, вступившая в силу в 1981 году, установила общую дату только для начала периода действия летнего времени — последнее воскресенье марта. Последующие директивы устанавливали ту же общую дату начала и две даты окончания — одну в последнее воскресенье сентября, применявшуюся континентальными странами, а другую — в четвёртое воскресенье октября для Великобритании и Ирландии. Седьмая директива установила с 1996 года общую дату окончания — последнее воскресенье октября. Восьмая директива продлила действие седьмой директивы до 2001 года включительно. Девятая директива продлила действие восьмой директивы на неограниченный срок.

### В России, СССР и постсоветских странах

#### Беспорядочное введение летнего времени
В России летнее время впервые было введено постановлением Временного правительства от 27 июня 1917 года на период с 1 июля (на 1 час вперёд) по 31 августа 1917 года. Этим же постановлением планировалось ввести летнее время и в 1918 году, на период с 1 марта по 1 сентября. Перевести часы на один час вперёд с целью более рационального использования светлого времени суток и экономии дровяного топлива предложил (докладная записка от 4 марта 1917 года) служивший в петроградском «Особом совещании по топливу» известный популяризатор науки Яков Перельман. Возможно, некоторый эффект тогда был получен, так как, не дожидаясь окончания действия летнего времени, 17 августа 1917 года правительство продлило его сначала до 1 октября, а 16 сентября 1917 года постановило продлить и далее, «впредь до особого распоряжения». В соответствии с декретом уже советской власти 27 декабря 1917 года часы были переведены на 1 час назад.
В 1918—1921 годах летнее время вводилось без какого-либо порядка и не на всей территории страны, при этом с 1918 до 1924 года сохранялся круглогодичный сдвиг часов на 1 час вперёд. Летнее время в Москве и в некоторых регионах европейской части страны в 1918—1919 годах опережало местное солнечное время на 2 часа. В 1921 году часы переводились на 1 час вперёд дважды — 14 февраля и 20 марта. В 1922—1929 годах перевод часов на летнее время не применялся. В 1924 году в СССР повсеместно было установлено поясное время без круглогодичного сдвига часов.

#### Постоянное летнее время — декретное время
21 июня 1930 года часы были переведены на летнее время, на 1 час вперёд, на период до 30 сентября 1930 года. Затем указанный срок был продлён «впредь до отмены», то есть был установлен отменённый в 1924 году круглогодичный сдвиг часов. Это время впоследствии стало называться декретным временем. В 1931 году ВСНХ даже предложил сдвинуть часы ещё на час вперёд, однако Госплан выступил против. В 1935 году было подготовлено правительственное постановление о возврате к поясному времени, оно прошло все положенные согласования, но не было принято.

#### Регулярный перевод часов
Регулярный перевод часов на летнее время был введён с 1 апреля 1981 года для экономии электроэнергии. С 1981 до осени 1984 года часы переводились 1 апреля и 1 октября — не так, как это было принято в странах Европы. С осени 1984 года была принята европейская практика — последнее воскресенье марта и последнее воскресенье сентября, а с 1996 года осенний перевод часов производился в последнее воскресенье октября.
В 1990 году некоторые союзные республики отказались от сезонного перевода часов. В информационном материале ТАСС о 1990 годе было отмечено:

И всё-таки под напором общественного мнения в минувшем году Белоруссия, Узбекистан, Таджикистан, Азербайджан летнее время не вводили. Молдова и Грузия отказались от декретного времени. Такое же решение принято на Украине, но стрелки часов «на зиму» здесь не переводили. По-своему распорядились возможностью передвигать стрелки часов в некоторых автономных республиках, краях и областях Российской Федерации.
4 февраля 1991 года Кабинет Министров СССР постановил отменить декретное время с марта 1991 года на всей территории СССР, кроме Узбекской и Туркменской ССР. При этом сезонный перевод часов сохранялся везде, но (согласно постановлению) мог не применяться в Казахской, Киргизской, Таджикской, Туркменской и Узбекской ССР.

#### Предложения об отмене летнего времени в России
К 2003 году в Госдуму поступили обращения от 67 регионов России с предложением отменить переход на летнее время. Президиум Российской академии медицинских наук сделал официальное заключение о вредных последствиях сдвигов во времени для здоровья населения.
В 2001 и 2008—2010 годах в Государственную думу вносились законопроекты, так или иначе отменяющие сезонный перевод часов, хотя вопрос исчисления времени на тот период регулировался постановлением правительства. Однако эти законопроекты по разным причинам, в основном из-за отрицательного отзыва правительства, отклонялись.
12 ноября 2009 года президент Медведев в ходе своего послания к Федеральному собранию предложил рассмотреть целесообразность перехода на летнее и «зимнее» время.

#### Отмена сезонного перевода часов в 2011 году
8 февраля 2011 года президент Медведев объявил о решении отменить ежегодный перевод часов начиная с отмены возврата на «зимнее» время осенью 2011 года. В соответствии с этим решением были подготовлены и приняты Федеральный закон «Об исчислении времени» и постановление правительства. Летнее время осталось в качестве постоянно действующего.
Заинтересованность в такой реформе была проявлена ещё в марте 2010 года представителями энергетической отрасли страны, которыми было заявлено, что «следует рассмотреть вариант сохранения и декретного, и летнего времени в течение года». Однако реформа не нашла поддержки у значительной части населения России, хотя по данным социологических опросов, проведённых в 2010—2012 годах, большинство (две трети) населения выступало против сезонного перевода часов. Опрос населения, проведённый ВЦИОМ в июле 2014 года, показал:
- 35 % за сезонный перевод часов;
- 33 % за постоянное «зимнее» время;
- 19 % за постоянное летнее время.

#### Переход на постоянное «зимнее» время
26 октября 2014 года постоянное летнее время, действовавшее с 2011 года, было отменено почти повсеместно, за исключением пяти регионов. Все регионы, кроме Удмуртии, Самарской и Кемеровской области, Камчатского края и Чукотского автономного округа, перевели часы на 1 час назад — на постоянное «зимнее» время, которое примерно для половины регионов соответствовало времени своего географического часового пояса. Забайкальский край и Магаданская область перевели часы на 2 часа назад, фактически отменив и «декретный час» (в 2016 году он был восстановлен).
После перехода на «зимнее» время отсутствие сезонного перевода часов породило в ряде регионов инициативы по возврату на действовавшее в 2011—2014 годах постоянное летнее время. В 2016 году на это время перешли: Республика Алтай, Алтайский край, Астраханская, Новосибирская, Саратовская, Сахалинская (о. Сахалин), Томская и Ульяновская области, а в 2018 году — Волгоградская область, но она в 2020 году вновь перешла на «зимнее» время (в часовую зону МСК).

#### Летнее время на территории бывшего СССР
По состоянию на 2023 год перевод часов на летнее время:
- применяли: Латвия, Литва, Молдавия, Приднестровье, Украина, Эстония;
- не применяли (отменили): Абхазия (2011), Азербайджан (2016[55]), Армения (2012[56]), Белоруссия (2011[* 3][57]), Грузия (2005[58]), Донецкая Народная Республика (2014)[59], Казахстан (2005)[60], Кыргызстан (2005), Луганская Народная Республика (2014)[61], Россия (2011), Таджикистан (1990), Туркменистан (1991), Узбекистан (1990), Южная Осетия (2011).

#### Предложения о возврате сезонного перевода часов
Указаны дата внесения и регистрационный номер законопроекта:
- 19.03.2019, 668632-7 — депутат Госдумы А. В. Барышев. Решением профильного комитета от 16.05.2019 предложено вернуть законопроект инициаторам из-за отсутствия заключения правительства РФ — в реализации законопроекта усматривалась необходимость расходов из средств федерального бюджета.
- 21.06.2023, 385082-8 — депутаты Госдумы М. Н. Матвеев, О. А. Михайлов, О. Н. Алимова. В пакете внесённых документов — Заключение правительства РФ от 19.04.2023, не поддержавшего законопроект. Законопроект отклонён 07.12.2023.

## Современное состояние

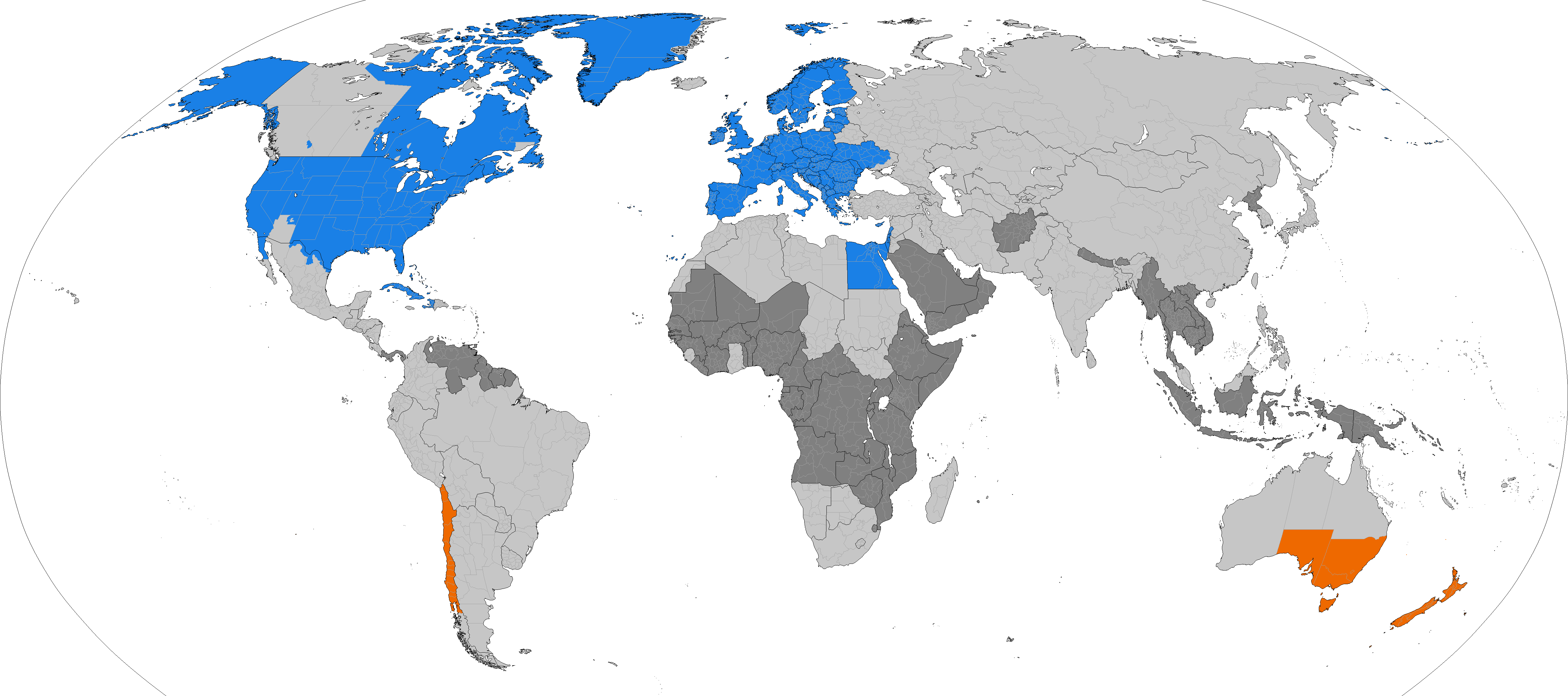
Страны северного полушария с сезонным переводом часов
Страны южного полушария с сезонным переводом часов
Страны, где сезонный перевод часов был отменён
Страны, где сезонного перевода часов никогда не было

Летнее время (сезонный перевод часов) используется почти повсеместно в США и Канаде (кроме ряда штатов и провинций, например, Саскачеван в Канаде), в подавляющем большинстве стран Европы, а также в ряде других стран.
Применяли, но отказались от сезонного перевода часов Япония, Китай, Индия, Сингапур и ряд других стран, а также некоторые бывшие союзные республики СССР. Количество стран и территорий, применявших сезонный перевод часов в разные годы: 22 (1970), 58 (1980), 95 (1988), 73 (2022).
До 2002 года в Европе переход на летнее время осуществлялся в последнее воскресенье марта в 2:00, а обратный переход — в последнее воскресенье октября в 3:00. В России такой порядок сохранялся до 2011 года. Начиная с 2002 года, согласно принятой Евросоюзом (ЕС) директиве 2000/84/EC, переход на летнее время в Европе происходил в 01:00 по Гринвичу.
В США и Канаде с 2007 года переход на летнее время осуществляется во второе воскресенье марта в 2:00, а обратный переход — в первое воскресенье ноября, также в 2:00.
В некоторых мусульманских странах летнее время отменялось на период месяца Рамадан. В Марокко так было в 2012—2018 годах — часы переводились четыре раза в году, но с 2019 года бывшее летнее время (UTC+1) стало действовать круглый год, исключая месяц Рамадан.

### Страны и территории, применяющие летнее время
В 2024 году переводили часы на летнее время следующие страны (хотя бы в одном регионе страны) и территории:

| - Австралия - Австрия - Аландские острова - Албания - Андорра - Багамские Острова - Бельгия - Бермуды - Болгария - Босния и Герцеговина - Ватикан - Великобритания - Венгрия - Гаити - Германия - Гернси - Гибралтар | - Государство Палестина - Гренландия - Греция - Дания - Джерси - Египет - Израиль - Ирландия - Испания - Италия - Канада - Кипр - Косово - Куба - Латвия - Ливан - Литва | - Лихтенштейн - Люксембург - Северная Македония - Мальта - Мексика - Молдова - Монако - Нидерланды - Новая Зеландия - Норвегия - Остров Мэн - Польша - Португалия - Румыния - Сан-Марино - Сен-Пьер и Микелон | - Сербия - Словакия - Словения - США - Теркс и Кайкос - Украина - Фарерские острова - Финляндия - Франция - Хорватия - Черногория - Чехия - Чили - Швейцария - Швеция - Эстония |

## Предложения об отмене перевода часов
Споры о целесообразности перехода на летнее время уже несколько десятилетий продолжаются в странах ЕС и в США.

### Европейские страны
В январе 2018 года Финляндия предложила странам ЕС отказаться от перехода на летнее время. Поводом послужила гражданская инициатива об отмене этой практики, собравшая в стране более 70 тыс. подписей и рассмотренная, но отклонённая парламентом Финляндии в ноябре 2017 года: страна — член ЕС не могла принимать самостоятельного решения по данному вопросу.
Около 84 % респондентов, участвовавших в опросе, проведённом Еврокомиссией в августе 2018 года, высказалось за отмену сезонного перевода часов. В принятой Европарламентом в феврале 2018 года резолюции указывалось, что научные исследования не смогли доказать каких-либо положительных результатов такой практики, но указали на существование негативных последствий для здоровья человека, сельского хозяйства и безопасности дорожного движения. В сентябре 2018 года Еврокомиссия предложила странам ЕС навсегда отказаться от перевода часов начиная с апреля 2019 года.
Весной 2019 года Европарламент поддержал законопроект об отмене этой процедуры с 2021 года. Выбор применяемого времени — постоянное «зимнее» или постоянное летнее время — был предоставлен на усмотрение каждой из стран — членов ЕС с принятием решения до апреля 2020 года. Последний перевод часов в странах, выбравших постоянное летнее время, предполагалось провести в марте 2021 года, а в странах, выбравших постоянное «зимнее», — в октябре 2021 года. По состоянию на март 2021 года вопрос не был решён, в качестве одной из причин называлась пандемия.

### США
Опрос, который в 2020 году провела Американская академия медицины сна, показал, что 63 % американцев выступают за неизменное официальное время. Однако остаётся вопрос, какое время должно быть зафиксировано, стандартное или летнее. Во второй половине 2010-х годов около 15 штатов приняли законодательные акты или постановления о введении постоянного летнего времени, но такие решения должны утверждаться Конгрессом.
В марте 2021 года сенатор Марко Рубио внёс в Конгресс очередной законопроект об установлении постоянного летнего времени по всей стране (аналогичные законопроекты сенатор вносил в 2018—2020 годах). Это вызвало обеспокоенность экспертов по сну — по их мнению, постоянное летнее время может представлять опасность для здоровья. Академия медицины сна предложила в 2020 году отменить сезонный перевод часов в пользу круглогодичного стандартного времени, которое наиболее точно соответствует циклу сна и бодрствования человека. В марте 2022 года сенат США одобрил законопроект Марко Рубио.

## Альтернативное решение
У перевода часов есть альтернатива, которой придерживаются некоторые отказавшиеся от этой процедуры страны, — сдвиг начала работы на ряде предприятий на летний период. То есть летом рабочий день начинается раньше, чем зимой, и, в зависимости от сложности работы, не только на 1 час. В Японии в некоторых ответственных случаях работа должна начинаться только через 2 часа после восхода солнца, например при сдаче экзаменов.
В 2012 году администрация Токио разрешила чиновникам начинать рабочий день на час раньше и соответственно раньше заканчивать. Однако власти признали неэффективность таких мер без участия государства и расценили эксперимент лишь как хороший пример для всех японцев задуматься «не только об экономии энергии, но и о своём стиле жизни». Руководители профсоюзов Японии предложили в качестве альтернативы летнему времени возможное где-то введение гибкого рабочего времени с разрешением приходить на работу в пределах установленного интервала (например, с 7:00 до 9:00), обязательным пребыванием на рабочем месте в течение определённого времени и правом уходить с работы после отработки положенных по закону часов.

## Эффективность летнего времени

### Оценки эффективности
По приблизительным оценкам, сделанным РАО ЕЭС, перевод часов позволял экономить ежегодно около 4,4 млрд кВт·ч электроэнергии. Если предположить, что вся экономия была только в бытовом секторе электропотребления, то каждый из россиян экономил в год около 30 кВт·ч, что в среднедушевом объёме электропотребления (825 кВт·ч в 2008 году) составляло менее 4 %. Однако в общем объёме электропотребления в России (1022,7 млрд кВт·ч в 2008 году) экономия составляла менее 0,5 %.
В 1975 году Министерство транспорта США выполнило подсчёт, согласно которому потребление электроэнергии сокращалось на 1 %, а нефти — на 3 миллиона баррелей в месяц. Но спустя год Национальный институт стандартов и технологий (США) констатировал отсутствие особой экономии.
В 2007 году Университет Осаки (Япония) разработал компьютерную модель для расчёта переводов времени в Осаке — эта модель показала отсутствие особой экономии энергии.
В 2007 году Кембриджский университет в Великобритании констатировал, что переход на летнее время на практике не уменьшает, а стимулирует уровень потребления электроэнергии.
Энергетическая комиссия Калифорнии в 2008 году опубликовала исследование, согласно которому зимнее потребление электроэнергии в результате перевода часов снижается на 0,5 %, а летнее — на 0,2 %. Учёные из Калифорнии установили, что расход электроэнергии в штате Индиана после перехода на летнее время уменьшился всего на 1—3 %. А по аналитическим данным за 2010 год, в штате Индиана перевод часов вызвал увеличение потребления энергии на 1 %.
В Казахстане летнее время отменили в 2005 году, ссылаясь, в частности, на исследования Комитета по техническому регулированию и метрологии Министерства индустрии и торговли Казахстана, показавшие, что получаемая от весеннего перевода часов экономия электроэнергии была незначительной и терялась осенью при возврате на «зимнее» время.

### Аварийность и неполадки
По данным Association of American Railroads, изменения, связанные с вводом летнего времени, ежегодно обходятся железнодорожным компаниям США в $12-20 млн. Железнодорожные аварии, связанные с переводом времени, были отмечены в 1960-е годы. Исследования в США, Великобритании, Испании и Бразилии показали, что непосредственно после перевода времени возрастает число дорожно-транспортных происшествий, но затем их количество снижается.
Несмотря на то, что многие современные операционные системы оснащены средствами автоматического перехода на летнее и зимнее время, согласно конфигурации временной зоны, для своевременного отражения изменений в режиме таких переключений необходимо регулярные обновления программного обеспечения (автоматические или вручную).
В ряде случаев перевод часов вызывает конфликты при работе на одном компьютере нескольких операционных систем, которые могут иметь различные настройки автоматического перевода (или не иметь автоперевода вообще). Однако стоит заметить, что проблема зачастую лежит в применении в операционных системах различных подходов к исчислению времени. Большинство Unix-образных систем считают время системного таймера принадлежащим зоне UTC, и текущее время высчитывается приращением смещения для текущей зоны и режима летнего времени. Операционная система Windows же, наоборот, считает, что системный таймер хранит локальное время и перенастраивает его при всякой смене времени.
Менее интеллектуальная, чем компьютеры, техника — электронные часы, видеомагнитофоны, цифровые фото- и видеокамеры и тому подобное — не оснащена автоматическим переключателем времени, и там перевод приходится делать вручную. Автоматический перевод в подобных устройствах более вредит, нежели помогает, потому что обновление программного обеспечения (необходимое при смене режима переключений) затруднено. Сделанные в СССР электронные наручные часы с автоматическим переходом на летнее время после изменения законодательства стали делать это в неурочное время, и их пришлось перенастраивать не 2, а 4 раза в год.

### Влияние на здоровье
Обследование на базе Новосибирского физкультурного колледжа при весеннем переводе часов в 1999 году выявило разделение практически здоровых людей и спортсменов на две группы, при этом в первой (60 %) не обнаружено ухудшения самочувствия и негативной динамики функций организма. Во второй группе отмечено снижение умственной работоспособности и функциональной активности полушарий мозга, торможение процессов проведения нервных импульсов, ухудшение показателей сердечно-сосудистой системы, увеличение в крови атерогенных (приводящих к атеросклерозу) липидов, увеличение уровня стрессовых гормонов, снижение иммунной защиты.
Для больных людей негативные последствия от сезонного перевода часов отмечены в клинике Новосибирска: у пациентов наблюдались головная боль, ухудшение аппетита, бессонница, нарушение артериального давления и пульса, на электрокардиограмме были выявлены экстрасистолы и признаки ишемии миокарда. Отмечались также изменение обменных показателей, снижение иммунной защиты и эндокринные сдвиги.
По данным опроса населения, проведённого Новосибирским областным центром медицинской профилактики, 20 % респондентов не реагировали на перевод часов, 24 % не были уверены в наличии влияния, а 56 % отметили выраженные негативные реакции (особенно на весенний перевод часов). Большинство опрошенных отмечало неблагоприятное влияние перевода часов на своих детей и внуков.
По данным службы скорой помощи Новосибирска за 1998—2000 годы, в первые 5 дней после весеннего перевода часов количество вызовов к больным с гипертоническими кризами и инфарктами миокарда по сравнению с предыдущей пятидневкой возросло на 11,7 %, а число суицидов за этот же период — на 66 %. Анализ смертности в Новосибирске в 1994 году показал её рост от инфарктов миокарда в первые 5 дней летнего времени на 75 %, а от других причин — на 12,5 %.
В октябре 2001 года на организованных Томской областной думой парламентских слушаниях выступали доктора наук и профессора:
- Николай Корнетов отметил высокий уровень депрессивного состояния у жителей Томска в течение месяца после весеннего перевода часов;
- Герман Симуткин заявил об «огромном влиянии» десинхроноза на возникновение психических расстройств;
- Тамара Матковская отметила ухудшение состояния детей в яслях и детских садах в первые недели после перевода часов: «Дети отказываются есть, завтраки остаются нетронутыми, до обеда ходят капризными и сонными, почти все впадают в депрессивное состояние, делаются неуправляемыми», и назвала период адаптации у детей — 2—3 месяца[86][87].

К 2003 году было подготовлено официальное заключение президиума Российской академии медицинских наук о вредных последствиях сдвигов во времени для здоровья населения.
Исследования, проведённые в Казахстане перед отменой сезонного перевода часов в 2005 году, показали, что он приводит к повышению уровня заболеваемости населения и росту производственного травматизма. Согласно опросу, проведённому Национальным центром проблем формирования здорового образа жизни, 51,6 % населения отрицательно реагирует на перевод времени. Опрошенные отмечали ухудшение самочувствия, появление бессонницы или сонливости, повышение артериального давления и появление раздражительности.
По данным шведских учёных, опубликованным в 2008 году, риск инфарктов миокарда повышается на 5 % в первую неделю после весеннего перевода часов, а наибольший рост числа инфарктов наблюдается в первые три дня (после осеннего перевода часов риск, наоборот, снижается, но в меньшей степени). Исследователи объясняют это тем, что сокращение ночного отдыха на час может привести к нарушениям сна. В рамках этого исследования медики изучили статистику случаев инфаркта в Швеции с 1987 года, когда в этой стране был введён сезонный перевод часов.
С другой стороны, в 2009 году, директор Центра социальной и судебной психиатрии им. Сербского Татьяна Дмитриева утверждала, что «серьёзных отклонений — эмоциональных, психических или физических это не вызывает», отмечая незначительность изменения режима и наличие недели перестройки, без каких-либо негативных последствий для организма. Татьяна Дмитриева при этом сказала: «Есть даже положительный момент. Перевод стрелок вперёд на один час — это определённая встряска, которая готовит организм к обновлению». По мнению главы Роспотребнадзора Геннадия Онищенко, нет объективных данных о вреде перевода часов на здоровье, а неудобства, связанные с адаптацией, компенсируются продлением светового дня.
Людям с фиксированным рабочим или учебным графиком сезонный перевод часов даёт больше времени для прогулок и занятий физической культурой и спортом летними вечерами при солнечном свете. Весенний перевод часов, заставляя людей вставать раньше, может помочь при депрессии, однако это утверждение признано спорным.
В 1970-х годах знаний о циркадных ритмах было мало — так, сезонное аффективное расстройство не упоминалось в научной литературе до 1984 года, а позже стало известно, что оно может возникать от недостаточного воздействия дневного света с утра в зимний период года. Дневной свет помогает пробуждению, подавляя выработку в организме мелатонина и повышая уровень кортизола. После весеннего перевода часов повышение уровня кортизола утром и понижение вечером задерживается на час — этим можно частично объяснить, почему переход на летнее время приводит к увеличению жалоб на нарушения сна.
Результаты исследований европейских учёных (Университет Гронингена и Мюнхенский университет) показали, что циркадная система человека не приспосабливается к летнему времени, а её сезонная адаптация к изменяющимся фотопериодам нарушается с введением летнего времени, что может распространяться на другие аспекты сезонной биологии человека.
У практически здоровых молодых людей (обследовались студенты) сезонный перевод часов вызывал появление кратковременного десинхроноза в период примерно 2 недели после весеннего перевода часов. При этом наиболее выраженное напряжение адаптационных механизмов весной характерно для вечернего хронотипа (для «сов») — «жаворонки» оказались наиболее устойчивыми. К осеннему переводу часов, наоборот, более устойчивы «совы», но менее устойчивы «жаворонки».

## Объекты, не переходящие на летнее время
На некоторых высокотехнологичных и стратегически важных объектах переход на летнее время не осуществляется по соображениям безопасности, так как это потенциально может привести к сбоям в синхронизации работы сложных систем и выдаче неверных данных. Так, например, российский ЦУП и все наземные станции слежения работают по московскому декретному времени, а ЕКА и МКС — по Гринвичу. Спутниковые навигационные системы обладают собственным системным временем и также не переходят на летнее время.

## Постоянное летнее время
Постоянное летнее время (англ. permanent daylight saving time) — время, оставленное в качестве постоянно действующего после предшествующего перевода часов на летнее время (например, декретное время в СССР, а также время в России в 2011—2014 годах). Смысл такого названия постепенно теряется, становится оксюмороном после того, как такое время официально признаётся как новое стандартное время для страны или региона.
Иногда, не вдаваясь в подробности, постоянным летним временем в каком-то регионе мира называют стандартное время, значительно опережающее время своего географического часового пояса, — обычно приводят в пример такие страны, как Аргентина, Исландия, Франция, Испания, Сенегал, Китай, Малайзия, Сингапур и другие, а также бывшие союзные республики СССР, в которых сохранился «декретный час».
Некоторые авторы рассматривают постоянное летнее время (или опережающее время) как удобную замену сезонного перевода часов с якобы аналогичным эффектом более рационального использования светлого времени суток и экономии электроэнергии на освещение. Однако, например в США, применение летнего времени в зимний период (с января 1974 года) вызвало протесты населения, и Конгресс вынужден был вернуть практику сезонного перевода часов. Великобритания в конце 1960-х годов тоже экспериментировала с круглогодичным летним временем, но отказалась от него из-за жалоб тех, кто работает с раннего утра — фермеры, строители, почтовые служащие.
Один из доводов сторонников опережающего времени — ожидаемое снижение количества дорожно-транспортных происшествий. Однако проведённый в 2017 году обзор двух десятков исследований привёл к выводу, что собранные материалы «не следует использовать для поддержки или опровержения утверждения о том, что сдвиг часовых поясов может способствовать безопасности дорожного движения».
Опережающее время, действующее в течение многих лет в ряде стран (например, Испания, Китай), может способствовать смещению социального ритма вообще и рабочих графиков в частности на более позднее время по часам, в связи с чем для занятого населения этих стран дополнительное светлое время вечером после работы (какое обычно даёт сезонный перевод часов) может отсутствовать. Так, после установления в России в 2011 году постоянного летнего времени начало рабочего и учебного дня в ряде регионов сдвигалось на час позже. Таких же мер потребовало введение в 2014 году опережающего времени в Крыму. В 2011 году опережающее время было установлено в Белоруссии, а в 2017 году президент Лукашенко предложил начинать учебный день позже, и в ряде школ начало занятий было сдвинуто с 8:00 на 9:00. Однако корректировка рабочих и учебных графиков под опережающее время применяется редко. Так, исследования, проведённые под руководством немецкого хронобиолога Тиля Рённеберга, показали, что в Германии вблизи западной границы часового пояса официальное время (которое условно можно назвать опережающим) отрицательно влияет на подчинённых социальному ритму людей, в частности, воздействуя на их хронотип, особенно в крупных городах.
Смещённый социальный ритм может быть одним из факторов, способствующих сохранению опережающего времени. Например, правительство Испании с 2013 года рассматривает возможность отмены опережающего времени, но решение до сих пор не принято. В России и странах бывшего СССР, где в течение длительного периода действовало (и фактически продолжает действовать во многих регионах) декретное время, смещённый распорядок дня части населения в ряде случаев способствует сохранению опережающего времени.
Страны, отменившие сезонный перевод часов, решают временной вопрос по-разному. Бывшие союзные республики СССР: Армения, Азербайджан, Грузия, Туркменистан, Узбекистан, Таджикистан, Кыргызстан, а также большинство областей Казахстана, применяют своё бывшее «зимнее» время (в основном декретное, кроме Таджикистана и восточной части Узбекистана). Эстония в 2000—2001 годах, Латвия в 2000 году и Литва в 1999—2002 годах не переводили часы на летнее время — там действовало бывшее с 1989 года «зимнее» время, UTC+2.
После отмены ежегодного перевода часов на летнее время с 2009 года в Аргентине действует постоянное «зимнее» время, UTC−3, но там порядок исчисления времени изменялся многократно, и время UTC−3 в какие-то периоды истории было постоянным летним временем.
В Чили постоянное летнее время, UTC−3, действовало в 2015 году и продолжает действовать в области Магальянес на юге страны. В 2016 году правительство вернуло почти на всей территории стандартное время UTC−4 (которое когда-то тоже было летним временем) и сезонный перевод часов, объясняя это тем, что в зимние месяцы 2015 года увеличилось количество прогулов в школах, хотя несколько снизилось число происшествий с 18:00 до 20:00. Летнее время UTC−3 в Чили в 2016—2018 годах действовало с середины августа до середины мая (9 месяцев), а с 2019 года стало действовать ближе к обычной практике, с начала сентября до начала апреля.
Острова Теркс и Кайкос, отменившие в 2015 году сезонный перевод часов и перешедшие на постоянное летнее время, вернулись в 2018 году к прежней практике из-за обращений граждан, выражавших опасения по поводу общественной безопасности в тёмные утренние часы.

## Двойное летнее время
Двойное летнее время — условное понятие, связанное с порядком исчисления времени в Великобритании в период Второй мировой войны. После весеннего перевода часов в 1940 году Великобритания не вернулась осенью на своё «зимнее», гринвичское время, а осталась на летнем до следующего года. В 1941—1945 годах продолжался переход на летнее время, которое стало опережать гринвичское уже на 2 часа. В конце 1945 года Великобритания вернулась на гринвичское время, а в 1946 году был переход на обычное летнее время и возврат обратно. Однако в 1947 году часы переводились на летнее время дважды и дважды возвращалась обратно. Летнее время, действовавшее в Великобритании в 1941—1945 годах и в 1947 году, получило название British Double Summer Time.
Фактически двойное летнее время стало действовать с мая-июня 1940 года в ряде стран Европы, расположенных к западу от Германии, переведённых оккупационными властями с западноевропейского летнего времени на центральноевропейское летнее время (GMT+2). Испания установила такой порядок в 1942 году. Двойное летнее время (относительно стандартного времени, действовавшего в 1920—1969 годах) применялось в Аргентине.
Первой страной, в которой фактически применялось двойное летнее время, была Россия. Летом 1918 года официальное время в Москве и на подконтрольных советской власти территориях опережало местное солнечное время на 2 часа. Такое же опережение было летом 1919 года.